# Heterischnus debilis
Heterischnus debilis är en stekelart som först beskrevs av Johann Ludwig Christian Gravenhorst 1829.  Heterischnus debilis ingår i släktet Heterischnus och familjen brokparasitsteklar. Inga underarter finns listade i Catalogue of Life.